# Gran Premio Miguel Indurain 2024
Gran Premio Miguel Indurain 2024 var den 75. udgave af det spanske cykelløb Gran Premio Miguel Indurain. Det 198,1 km lange linjeløb blev kørt den 30. marts 2024 med start og mål i Estella-Lizarra i regionen Navarra. Løbet var en del af UCI ProSeries 2024.
Løbet blev vundet af amerikanske Brandon McNulty fra UAE Team Emirates.

## Resultater
| \| Samlede stilling \| Samlede stilling \| Samlede stilling \| Samlede stilling \| Samlede stilling \| \| Rytter \| Rytter \| Hold \| Tid \| \| \| ---------------- \| --------------------- \| -------------------------- \| ---------------- \| ---------------- \| \| 1. \| Brandon McNulty \| UAE Team Emirates \| 4t 55' 48" \| \| \| 2. \| Maxim Van Gils \| Lotto Dstny \| + 0" \| \| \| 3. \| Oscar Onley \| Team dsm-firmenich PostNL \| + 2" \| \| \| 4. \| Jon Izagirre \| Cofidis \| + 6" \| \| \| 5. \| Archie Ryan \| EF Education-EasyPost \| + 8" \| \| \| 6. \| Samuele Battistella \| Astana Qazaqstan Team \| + 16" \| \| \| 7. \| Clément Champoussin \| Arkéa-B&B Hotels \| + 16" \| \| \| 8. \| Steff Cras \| TotalEnergies \| + 16" \| \| \| 9. \| Maximilian Schachmann \| Bora-Hansgrohe \| + 16" \| \| \| 10. \| Fernando Barceló \| Caja Rural-Seguros RGA \| + 16" \| \| \| 11. \| Warren Barguil \| Team dsm-firmenich PostNL \| + 23" \| \| \| 12. \| Urko Berrade \| Equipo Kern Pharma \| + 26" \| \| \| 13. \| Isaac Del Toro \| UAE Team Emirates \| + 31" \| \| \| 14. \| Davide De Pretto \| Team Jayco AlUla \| + 31" \| \| \| 15. \| Pavel Sivakov \| UAE Team Emirates \| + 34" \| \| \| 16. \| Igor Arrieta \| UAE Team Emirates \| + 34" \| \| \| 17. \| Alex Baudin \| Decathlon-AG2R La Mondiale \| + 36" \| \| \| 18. \| Mark Donovan \| Q36.5 Pro Cycling Team \| + 42" \| \| \| 19. \| Paul Double \| Team Polti Kometa \| + 44" \| \| \| 20. \| David de la Cruz \| Q36.5 Pro Cycling Team \| + 53" \| \| |                       |                            |            |
| |                       |                            |            |
| Kilde: ProCyclingStats |                       |                            |            |
| Samlede stilling |                       |                            |            |
| Rytter | Rytter                | Hold                       | Tid        |
| 1. | Brandon McNulty       | UAE Team Emirates          | 4t 55' 48" |
| 2. | Maxim Van Gils        | Lotto Dstny                | + 0"       |
| 3. | Oscar Onley           | Team dsm-firmenich PostNL  | + 2"       |
| 4. | Jon Izagirre          | Cofidis                    | + 6"       |
| 5. | Archie Ryan           | EF Education-EasyPost      | + 8"       |
| 6. | Samuele Battistella   | Astana Qazaqstan Team      | + 16"      |
| 7. | Clément Champoussin   | Arkéa-B&B Hotels           | + 16"      |
| 8. | Steff Cras            | TotalEnergies              | + 16"      |
| 9. | Maximilian Schachmann | Bora-Hansgrohe             | + 16"      |
| 10. | Fernando Barceló      | Caja Rural-Seguros RGA     | + 16"      |
| 11. | Warren Barguil        | Team dsm-firmenich PostNL  | + 23"      |
| 12. | Urko Berrade          | Equipo Kern Pharma         | + 26"      |
| 13. | Isaac Del Toro        | UAE Team Emirates          | + 31"      |
| 14. | Davide De Pretto      | Team Jayco AlUla           | + 31"      |
| 15. | Pavel Sivakov         | UAE Team Emirates          | + 34"      |
| 16. | Igor Arrieta          | UAE Team Emirates          | + 34"      |
| 17. | Alex Baudin           | Decathlon-AG2R La Mondiale | + 36"      |
| 18. | Mark Donovan          | Q36.5 Pro Cycling Team     | + 42"      |
| 19. | Paul Double           | Team Polti Kometa          | + 44"      |
| 20. | David de la Cruz      | Q36.5 Pro Cycling Team     | + 53"      |

## Hold og ryttere
| UCI WorldTeams (11)- Arkéa-B&B Hotels - Astana Qazaqstan Team - Bora-Hansgrohe - Cofidis - Decathlon-AG2R La Mondiale - EF Education-EasyPost - Lidl-Trek - Movistar Team - Team dsm-firmenich PostNL - Team Jayco AlUla - UAE Team Emirates UCI ProTeams (9)- Burgos-BH - Caja Rural-Seguros RGA - Equipo Kern Pharma - Euskaltel-Euskadi - Israel-Premier Tech - Lotto Dstny - Q36.5 Pro Cycling Team - Polti Kometa - TotalEnergies UCI Kontinentalhold (2)- Illes Balears Arabay Cycling - Sabgal / Anicolor |
| |

### Danske ryttere
| Danske ryttere på startlisten |                    |                     |           |
| Rygnummer                     | Rytter             | Hold                | Placering |
| 36                            | Frederik Wandahl   | Bora-Hansgrohe      | DNF       |
| 154                           | Mads Würtz Schmidt | Israel-Premier Tech | DNF       |
| 163                           | Jonas Gregaard     | Lotto Dstny         | 59        |
| 211                           | Mathias Bregnhøj   | Sabgal / Anicolor   | 34        |
| 213                           | Julius Johansen    | Sabgal / Anicolor   | 91        |

* DNF = gennemførte ikke

### Startliste
| Cofidis COF | Cofidis COF           | Cofidis COF |
| ----------- | --------------------- | ----------- |
| Nr.         | Rytter                | Placering   |
| 1           | Jon Izagirre (ESP)    | 4.          |
| 2           | Thomas Champion (FRA) | DNF         |
| 3           | Ben Hermans (BEL)     | 97.         |
| 4           | Jesús Herrada (ESP)   | 96.         |
| 5           | Gorka Izagirre (ESP)  | 48.         |
| 6           | Jonathan Lastra (ESP) | 70.         |

| Arkéa-B&B Hotels ARK | Arkéa-B&B Hotels ARK      | Arkéa-B&B Hotels ARK |
| -------------------- | ------------------------- | -------------------- |
| Nr.                  | Rytter                    | Placering            |
| 11                   | Cristián Rodríguez (ESP)  | DNF                  |
| 12                   | Louis Barré (FRA)         | 32.                  |
| 13                   | Clément Champoussin (FRA) | 7.                   |
| 14                   | Jean-Loup Fayolle (FRA)   | DNF                  |
| 15                   | Martin Tjøtta (NOR)       | DNF                  |
| 16                   | Michel Ries (LUX)         | 90.                  |
| 17                   | Alessandro Verre (ITA)    | 35.                  |

| Astana Qazaqstan Team AST | Astana Qazaqstan Team AST        | Astana Qazaqstan Team AST |
| ------------------------- | -------------------------------- | ------------------------- |
| Nr.                       | Rytter                           | Placering                 |
| 21                        | Samuele Battistella (ITA)        | 6.                        |
| 22                        | Anton Kuzmin (KAZ)               | DNF                       |
| 23                        | Gianmarco Garofoli (ITA)         | 26.                       |
| 24                        | Henok Mulubrhan (ERI) (landevej) | 65.                       |
| 25                        | Vadim Pronskij (KAZ)             | 54.                       |
| 26                        | Igor Tjzhan (KAZ)                | 101.                      |
| 27                        | Max Walker (GBR)                 | DNF                       |

| Bora-Hansgrohe BOH | Bora-Hansgrohe BOH                | Bora-Hansgrohe BOH |
| ------------------ | --------------------------------- | ------------------ |
| Nr.                | Rytter                            | Placering          |
| 31                 | Emanuel Buchmann (GER) (landevej) | 71.                |
| 32                 | Bob Jungels (LUX)                 | 62.                |
| 33                 | Matteo Sobrero (ITA)              | DNF                |
| 34                 | Roger Adrià (ESP)                 | 39.                |
| 35                 | Maximilian Schachmann (GER)       | 9.                 |
| 36                 | Frederik Wandahl (DEN)            | DNF                |
| 37                 | Alexander Hajek (AUT)             | 77.                |

| Decathlon-AG2R La Mondiale DAT | Decathlon-AG2R La Mondiale DAT | Decathlon-AG2R La Mondiale DAT |
| ------------------------------ | ------------------------------ | ------------------------------ |
| Nr.                            | Rytter                         | Placering                      |
| 41                             | Bruno Armirail (FRA)           | DNF                            |
| 42                             | Alex Baudin (FRA)              | 17.                            |
| 43                             | Felix Gall (AUT)               | 58.                            |
| 44                             | Jaakko Hänninen (FIN)          | 84.                            |
| 46                             | Paul Lapeira (FRA)             | 85.                            |
| 47                             | Nans Peters (FRA)              | 52.                            |

| EF Education-EasyPost EFE | EF Education-EasyPost EFE        | EF Education-EasyPost EFE |
| ------------------------- | -------------------------------- | ------------------------- |
| Nr.                       | Rytter                           | Placering                 |
| 51                        | Markel Beloki (ESP)              | DNF                       |
| 52                        | Esteban Chaves (COL)             | 29.                       |
| 53                        | Lukas Nerurkar (GBR)             | 87.                       |
| 54                        | Archie Ryan (IRL)                | 5.                        |
| 55                        | James Shaw (GBR)                 | 86.                       |
| 56                        | Rigoberto Urán (COL)             | 40.                       |
| 57                        | Jefferson Alexander Cepeda (ECU) | 37.                       |

| Lidl-Trek LTK | Lidl-Trek LTK            | Lidl-Trek LTK |
| ------------- | ------------------------ | ------------- |
| Nr.           | Rytter                   | Placering     |
| 61            | Andrea Bagioli (ITA)     | 38.           |
| 62            | Julien Bernard (FRA)     | 36.           |
| 63            | Fabio Felline (ITA)      | DNF           |
| 64            | Louis Leidert (GER)      | 93.           |
| 65            | Liam O'Brien (IRL)       | 76.           |
| 66            | Carlos Verona (ESP)      | 21.           |
| 67            | Natnael Tesfatsion (ERI) | 66.           |

| Movistar Team MOV | Movistar Team MOV                  | Movistar Team MOV |
| ----------------- | ---------------------------------- | ----------------- |
| Nr.               | Rytter                             | Placering         |
| 71                | Alex Aranburu (ESP)                | 81.               |
| 72                | Jon Barrenetxea (ESP)              | 30.               |
| 73                | Pelayo Sánchez (ESP)               | 69.               |
| 74                | Ruben Guerreiro (POR)              | 23.               |
| 75                | Gregor Mühlberger (AUT) (landevej) | 75.               |
| 76                | Sergio Samitier (ESP)              | 68.               |
| 77                | Gonzalo Serrano (ESP)              | 28.               |

| Team dsm-firmenich PostNL DFP | Team dsm-firmenich PostNL DFP | Team dsm-firmenich PostNL DFP |
| ----------------------------- | ----------------------------- | ----------------------------- |
| Nr.                           | Rytter                        | Placering                     |
| 81                            | Warren Barguil (FRA)          | 11.                           |
| 82                            | Romain Combaud (FRA)          | DNF                           |
| 83                            | Gijs Leemreize (NED)          | 24.                           |
| 84                            | Enzo Leijnse (NED)            | DNF                           |
| 85                            | Oscar Onley (GBR)             | 3.                            |
| 86                            | Martijn Tusveld (NED)         | 98.                           |
| 87                            | Vincent Bodet (FRA)           | DNF                           |

| Team Jayco AlUla JAY | Team Jayco AlUla JAY   | Team Jayco AlUla JAY |
| -------------------- | ---------------------- | -------------------- |
| Nr.                  | Rytter                 | Placering            |
| 91                   | Simon Yates (GBR)      | DNF                  |
| 92                   | Davide De Pretto (ITA) | 14.                  |
| 93                   | Felix Engelhardt (GER) | 72.                  |
| 94                   | Lucas Hamilton (AUS)   | 25.                  |
| 95                   | Eddie Dunbar (IRL)     | DNF                  |
| 96                   | Rudy Porter (AUS)      | DNF                  |
| 97                   | Mauro Schmid (SUI)     | DNF                  |

| UAE Team Emirates UAD | UAE Team Emirates UAD   | UAE Team Emirates UAD |
| --------------------- | ----------------------- | --------------------- |
| Nr.                   | Rytter                  | Placering             |
| 101                   | Igor Arrieta (ESP)      | 16.                   |
| 102                   | Finn Fisher-Black (NZL) | 80.                   |
| 103                   | Marc Soler (ESP)        | DNF                   |
| 104                   | Isaac Del Toro (MEX)    | 13.                   |
| 105                   | Brandon McNulty (USA)   | 1.                    |
| 106                   | Pavel Sivakov (FRA)     | 15.                   |

| Burgos-BH BBH | Burgos-BH BBH                  | Burgos-BH BBH |
| ------------- | ------------------------------ | ------------- |
| Nr.           | Rytter                         | Placering     |
| 111           | Sergio Geovani Chumil (GUA)    | 104.          |
| 112           | David Delgado Higueruelo (ESP) | DNF           |
| 113           | José Manuel Díaz (ESP)         | 56.           |
| 114           | Jesús Ezquerra (ESP)           | 57.           |
| 115           | Jetse Bol (NED)                | 100.          |
| 116           | Sinuhé Fernández (ESP)         | 53.           |
| 117           | Karel Vacek (CZE)              | DNF           |

| Caja Rural-Seguros RGA CJR | Caja Rural-Seguros RGA CJR     | Caja Rural-Seguros RGA CJR |
| -------------------------- | ------------------------------ | -------------------------- |
| Nr.                        | Rytter                         | Placering                  |
| 121                        | Fernando Barceló (ESP)         | 10.                        |
| 122                        | Sebastian Berwick (AUS)        | DNF                        |
| 123                        | Jefferson Alveiro Cepeda (ECU) | 64.                        |
| 124                        | Joseba López (ESP)             | 95.                        |
| 125                        | Joel Nicolau (ESP)             | 50.                        |
| 126                        | Eduard Prades (ESP)            | 47.                        |
| 127                        | Gorka Sorarrain (ESP)          | 89.                        |

| Equipo Kern Pharma EKP | Equipo Kern Pharma EKP | Equipo Kern Pharma EKP |
| ---------------------- | ---------------------- | ---------------------- |
| Nr.                    | Rytter                 | Placering              |
| 131                    | Urko Berrade (ESP)     | 12.                    |
| 132                    | Pablo Castrillo (ESP)  | 43.                    |
| 133                    | Ibon Ruiz (ESP)        | 27.                    |
| 134                    | Iván Cobo (ESP)        | 134.                   |
| 135                    | Pau Miquel (ESP)       | 22.                    |
| 136                    | Martí Márquez (ESP)    | DNF                    |
| 137                    | Unai Iribar (ESP)      | 33.                    |

| Euskaltel-Euskadi EUS | Euskaltel-Euskadi EUS    | Euskaltel-Euskadi EUS |
| --------------------- | ------------------------ | --------------------- |
| Nr.                   | Rytter                   | Placering             |
| 141                   | Enekoitz Azparren (ESP)  | 45.                   |
| 142                   | Gotzon Martín (ESP)      | 44.                   |
| 143                   | Víctor de la Parte (ESP) | 61.                   |
| 144                   | Txomin Juaristi (ESP)    | 99.                   |
| 145                   | Mikel Iturria (ESP)      | 67.                   |
| 146                   | Asier Etxeberria (ESP)   | DNF                   |
| 147                   | Iker Mintegi (ESP)       | 31.                   |

| Israel-Premier Tech IPT | Israel-Premier Tech IPT  | Israel-Premier Tech IPT |
| ----------------------- | ------------------------ | ----------------------- |
| Nr.                     | Rytter                   | Placering               |
| 151                     | George Bennett (NZL)     | 41.                     |
| 152                     | Mason Hollyman (GBR)     | DNF                     |
| 153                     | Matthew Riccitello (USA) | 92.                     |
| 154                     | Mads Würtz Schmidt (DEN) | DNF                     |
| 155                     | Nick Schultz (AUS)       | 78.                     |
| 156                     | Stephen Williams (GBR)   | DNF                     |
| 157                     | Michael Woods (CAN)      | DNF                     |

| Lotto Dstny LTD | Lotto Dstny LTD         | Lotto Dstny LTD |
| --------------- | ----------------------- | --------------- |
| Nr.             | Rytter                  | Placering       |
| 161             | Logan Currie (NZL)      | 74.             |
| 162             | Thomas De Gendt (BEL)   | DNF             |
| 163             | Jonas Gregaard (DEN)    | 59.             |
| 164             | Sylvain Moniquet (BEL)  | 73.             |
| 165             | Eduardo Sepúlveda (ARG) | 51.             |
| 166             | Johannes Adamietz (GER) | DNF             |
| 167             | Maxim Van Gils (BEL)    | 2.              |

| Q36.5 Pro Cycling Team Q36 | Q36.5 Pro Cycling Team Q36 | Q36.5 Pro Cycling Team Q36 |
| -------------------------- | -------------------------- | -------------------------- |
| Nr.                        | Rytter                     | Placering                  |
| 171                        | Xabier Azparren (ESP)      | DNF                        |
| 172                        | Filippo Conca (ITA)        | DNF                        |
| 173                        | David de la Cruz (ESP)     | 20.                        |
| 174                        | Mark Donovan (GBR)         | 18.                        |
| 175                        | Alessandro Fancellu (ITA)  | 55.                        |
| 176                        | Damien Howson (AUS)        | 88.                        |
| 177                        | James Whelan (AUS)         | 94.                        |

| Team Polti Kometa PTK | Team Polti Kometa PTK  | Team Polti Kometa PTK |
| --------------------- | ---------------------- | --------------------- |
| Nr.                   | Rytter                 | Placering             |
| 181                   | Andrea Garosio (ITA)   | 63.                   |
| 182                   | Paul Double (GBR)      | 19.                   |
| 183                   | Javier Serrano (ESP)   | DNF                   |
| 184                   | Álex Martín (ESP)      | 42.                   |
| 185                   | Davide De Cassan (ITA) | DNF                   |
| 186                   | Francisco Muñoz (ESP)  | 83.                   |

| TotalEnergies TEN | TotalEnergies TEN        | TotalEnergies TEN |
| ----------------- | ------------------------ | ----------------- |
| Nr.               | Rytter                   | Placering         |
| 191               | Mathieu Burgaudeau (FRA) | DNF               |
| 192               | Steff Cras (BEL)         | 8.                |
| 193               | Fabien Doubey (FRA)      | DNF               |
| 194               | Jordan Jegat (FRA)       | 60.               |
| 195               | Alan Jousseaume (FRA)    | DNF               |
| 196               | Fabien Grellier (FRA)    | DNF               |
| 197               | Alexis Vuillermoz (FRA)  | 79.               |

| Illes Balears Arabay Cycling IBA | Illes Balears Arabay Cycling IBA | Illes Balears Arabay Cycling IBA |
| -------------------------------- | -------------------------------- | -------------------------------- |
| Nr.                              | Rytter                           | Placering                        |
| 201                              | Unai Esparza (ESP)               | 105.                             |
| 202                              | Julen Amezqueta (ESP)            | 49.                              |
| 203                              | Joan Albert Riera (ESP)          | DNF                              |
| 204                              | Asier Pablo González (ESP)       | 103.                             |
| 205                              | Alex Molenaar (NED)              | 46.                              |
| 206                              | José María García (ESP)          | DNF                              |
| 207                              | Gonzalo Ariño (ESP)              | DNF                              |

| Sabgal-Anicolor SAT | Sabgal-Anicolor SAT            | Sabgal-Anicolor SAT |
| ------------------- | ------------------------------ | ------------------- |
| Nr.                 | Rytter                         | Placering           |
| 211                 | Mathias Bregnhøj (DEN)         | 34.                 |
| 212                 | Tiago Silva (POR)              | DNF                 |
| 213                 | Julius Johansen (DEN)          | 91.                 |
| 214                 | Guillermo García Janeiro (ESP) | DNF                 |
| 215                 | Gabriel Baptista (POR)         | DNF                 |
| 216                 | Duarte Domingues (POR)         | 102.                |
| 217                 | Frederico Figueiredo (POR)     | DNF                 |

| Cofidis COF | Cofidis COF           | Cofidis COF |
| ----------- | --------------------- | ----------- |
| Nr.         | Rytter                | Placering   |
| 1           | Jon Izagirre (ESP)    | 4.          |
| 2           | Thomas Champion (FRA) | DNF         |
| 3           | Ben Hermans (BEL)     | 97.         |
| 4           | Jesús Herrada (ESP)   | 96.         |
| 5           | Gorka Izagirre (ESP)  | 48.         |
| 6           | Jonathan Lastra (ESP) | 70.         |

| Arkéa-B&B Hotels ARK | Arkéa-B&B Hotels ARK      | Arkéa-B&B Hotels ARK |
| -------------------- | ------------------------- | -------------------- |
| Nr.                  | Rytter                    | Placering            |
| 11                   | Cristián Rodríguez (ESP)  | DNF                  |
| 12                   | Louis Barré (FRA)         | 32.                  |
| 13                   | Clément Champoussin (FRA) | 7.                   |
| 14                   | Jean-Loup Fayolle (FRA)   | DNF                  |
| 15                   | Martin Tjøtta (NOR)       | DNF                  |
| 16                   | Michel Ries (LUX)         | 90.                  |
| 17                   | Alessandro Verre (ITA)    | 35.                  |

| Astana Qazaqstan Team AST | Astana Qazaqstan Team AST        | Astana Qazaqstan Team AST |
| ------------------------- | -------------------------------- | ------------------------- |
| Nr.                       | Rytter                           | Placering                 |
| 21                        | Samuele Battistella (ITA)        | 6.                        |
| 22                        | Anton Kuzmin (KAZ)               | DNF                       |
| 23                        | Gianmarco Garofoli (ITA)         | 26.                       |
| 24                        | Henok Mulubrhan (ERI) (landevej) | 65.                       |
| 25                        | Vadim Pronskij (KAZ)             | 54.                       |
| 26                        | Igor Tjzhan (KAZ)                | 101.                      |
| 27                        | Max Walker (GBR)                 | DNF                       |

| Bora-Hansgrohe BOH | Bora-Hansgrohe BOH                | Bora-Hansgrohe BOH |
| ------------------ | --------------------------------- | ------------------ |
| Nr.                | Rytter                            | Placering          |
| 31                 | Emanuel Buchmann (GER) (landevej) | 71.                |
| 32                 | Bob Jungels (LUX)                 | 62.                |
| 33                 | Matteo Sobrero (ITA)              | DNF                |
| 34                 | Roger Adrià (ESP)                 | 39.                |
| 35                 | Maximilian Schachmann (GER)       | 9.                 |
| 36                 | Frederik Wandahl (DEN)            | DNF                |
| 37                 | Alexander Hajek (AUT)             | 77.                |

| Decathlon-AG2R La Mondiale DAT | Decathlon-AG2R La Mondiale DAT | Decathlon-AG2R La Mondiale DAT |
| ------------------------------ | ------------------------------ | ------------------------------ |
| Nr.                            | Rytter                         | Placering                      |
| 41                             | Bruno Armirail (FRA)           | DNF                            |
| 42                             | Alex Baudin (FRA)              | 17.                            |
| 43                             | Felix Gall (AUT)               | 58.                            |
| 44                             | Jaakko Hänninen (FIN)          | 84.                            |
| 46                             | Paul Lapeira (FRA)             | 85.                            |
| 47                             | Nans Peters (FRA)              | 52.                            |

| EF Education-EasyPost EFE | EF Education-EasyPost EFE        | EF Education-EasyPost EFE |
| ------------------------- | -------------------------------- | ------------------------- |
| Nr.                       | Rytter                           | Placering                 |
| 51                        | Markel Beloki (ESP)              | DNF                       |
| 52                        | Esteban Chaves (COL)             | 29.                       |
| 53                        | Lukas Nerurkar (GBR)             | 87.                       |
| 54                        | Archie Ryan (IRL)                | 5.                        |
| 55                        | James Shaw (GBR)                 | 86.                       |
| 56                        | Rigoberto Urán (COL)             | 40.                       |
| 57                        | Jefferson Alexander Cepeda (ECU) | 37.                       |

| Lidl-Trek LTK | Lidl-Trek LTK            | Lidl-Trek LTK |
| ------------- | ------------------------ | ------------- |
| Nr.           | Rytter                   | Placering     |
| 61            | Andrea Bagioli (ITA)     | 38.           |
| 62            | Julien Bernard (FRA)     | 36.           |
| 63            | Fabio Felline (ITA)      | DNF           |
| 64            | Louis Leidert (GER)      | 93.           |
| 65            | Liam O'Brien (IRL)       | 76.           |
| 66            | Carlos Verona (ESP)      | 21.           |
| 67            | Natnael Tesfatsion (ERI) | 66.           |

| Movistar Team MOV | Movistar Team MOV                  | Movistar Team MOV |
| ----------------- | ---------------------------------- | ----------------- |
| Nr.               | Rytter                             | Placering         |
| 71                | Alex Aranburu (ESP)                | 81.               |
| 72                | Jon Barrenetxea (ESP)              | 30.               |
| 73                | Pelayo Sánchez (ESP)               | 69.               |
| 74                | Ruben Guerreiro (POR)              | 23.               |
| 75                | Gregor Mühlberger (AUT) (landevej) | 75.               |
| 76                | Sergio Samitier (ESP)              | 68.               |
| 77                | Gonzalo Serrano (ESP)              | 28.               |

| Team dsm-firmenich PostNL DFP | Team dsm-firmenich PostNL DFP | Team dsm-firmenich PostNL DFP |
| ----------------------------- | ----------------------------- | ----------------------------- |
| Nr.                           | Rytter                        | Placering                     |
| 81                            | Warren Barguil (FRA)          | 11.                           |
| 82                            | Romain Combaud (FRA)          | DNF                           |
| 83                            | Gijs Leemreize (NED)          | 24.                           |
| 84                            | Enzo Leijnse (NED)            | DNF                           |
| 85                            | Oscar Onley (GBR)             | 3.                            |
| 86                            | Martijn Tusveld (NED)         | 98.                           |
| 87                            | Vincent Bodet (FRA)           | DNF                           |

| Team Jayco AlUla JAY | Team Jayco AlUla JAY   | Team Jayco AlUla JAY |
| -------------------- | ---------------------- | -------------------- |
| Nr.                  | Rytter                 | Placering            |
| 91                   | Simon Yates (GBR)      | DNF                  |
| 92                   | Davide De Pretto (ITA) | 14.                  |
| 93                   | Felix Engelhardt (GER) | 72.                  |
| 94                   | Lucas Hamilton (AUS)   | 25.                  |
| 95                   | Eddie Dunbar (IRL)     | DNF                  |
| 96                   | Rudy Porter (AUS)      | DNF                  |
| 97                   | Mauro Schmid (SUI)     | DNF                  |

| UAE Team Emirates UAD | UAE Team Emirates UAD   | UAE Team Emirates UAD |
| --------------------- | ----------------------- | --------------------- |
| Nr.                   | Rytter                  | Placering             |
| 101                   | Igor Arrieta (ESP)      | 16.                   |
| 102                   | Finn Fisher-Black (NZL) | 80.                   |
| 103                   | Marc Soler (ESP)        | DNF                   |
| 104                   | Isaac Del Toro (MEX)    | 13.                   |
| 105                   | Brandon McNulty (USA)   | 1.                    |
| 106                   | Pavel Sivakov (FRA)     | 15.                   |

| Burgos-BH BBH | Burgos-BH BBH                  | Burgos-BH BBH |
| ------------- | ------------------------------ | ------------- |
| Nr.           | Rytter                         | Placering     |
| 111           | Sergio Geovani Chumil (GUA)    | 104.          |
| 112           | David Delgado Higueruelo (ESP) | DNF           |
| 113           | José Manuel Díaz (ESP)         | 56.           |
| 114           | Jesús Ezquerra (ESP)           | 57.           |
| 115           | Jetse Bol (NED)                | 100.          |
| 116           | Sinuhé Fernández (ESP)         | 53.           |
| 117           | Karel Vacek (CZE)              | DNF           |

| Caja Rural-Seguros RGA CJR | Caja Rural-Seguros RGA CJR     | Caja Rural-Seguros RGA CJR |
| -------------------------- | ------------------------------ | -------------------------- |
| Nr.                        | Rytter                         | Placering                  |
| 121                        | Fernando Barceló (ESP)         | 10.                        |
| 122                        | Sebastian Berwick (AUS)        | DNF                        |
| 123                        | Jefferson Alveiro Cepeda (ECU) | 64.                        |
| 124                        | Joseba López (ESP)             | 95.                        |
| 125                        | Joel Nicolau (ESP)             | 50.                        |
| 126                        | Eduard Prades (ESP)            | 47.                        |
| 127                        | Gorka Sorarrain (ESP)          | 89.                        |

| Equipo Kern Pharma EKP | Equipo Kern Pharma EKP | Equipo Kern Pharma EKP |
| ---------------------- | ---------------------- | ---------------------- |
| Nr.                    | Rytter                 | Placering              |
| 131                    | Urko Berrade (ESP)     | 12.                    |
| 132                    | Pablo Castrillo (ESP)  | 43.                    |
| 133                    | Ibon Ruiz (ESP)        | 27.                    |
| 134                    | Iván Cobo (ESP)        | 134.                   |
| 135                    | Pau Miquel (ESP)       | 22.                    |
| 136                    | Martí Márquez (ESP)    | DNF                    |
| 137                    | Unai Iribar (ESP)      | 33.                    |

| Euskaltel-Euskadi EUS | Euskaltel-Euskadi EUS    | Euskaltel-Euskadi EUS |
| --------------------- | ------------------------ | --------------------- |
| Nr.                   | Rytter                   | Placering             |
| 141                   | Enekoitz Azparren (ESP)  | 45.                   |
| 142                   | Gotzon Martín (ESP)      | 44.                   |
| 143                   | Víctor de la Parte (ESP) | 61.                   |
| 144                   | Txomin Juaristi (ESP)    | 99.                   |
| 145                   | Mikel Iturria (ESP)      | 67.                   |
| 146                   | Asier Etxeberria (ESP)   | DNF                   |
| 147                   | Iker Mintegi (ESP)       | 31.                   |

| Israel-Premier Tech IPT | Israel-Premier Tech IPT  | Israel-Premier Tech IPT |
| ----------------------- | ------------------------ | ----------------------- |
| Nr.                     | Rytter                   | Placering               |
| 151                     | George Bennett (NZL)     | 41.                     |
| 152                     | Mason Hollyman (GBR)     | DNF                     |
| 153                     | Matthew Riccitello (USA) | 92.                     |
| 154                     | Mads Würtz Schmidt (DEN) | DNF                     |
| 155                     | Nick Schultz (AUS)       | 78.                     |
| 156                     | Stephen Williams (GBR)   | DNF                     |
| 157                     | Michael Woods (CAN)      | DNF                     |

| Lotto Dstny LTD | Lotto Dstny LTD         | Lotto Dstny LTD |
| --------------- | ----------------------- | --------------- |
| Nr.             | Rytter                  | Placering       |
| 161             | Logan Currie (NZL)      | 74.             |
| 162             | Thomas De Gendt (BEL)   | DNF             |
| 163             | Jonas Gregaard (DEN)    | 59.             |
| 164             | Sylvain Moniquet (BEL)  | 73.             |
| 165             | Eduardo Sepúlveda (ARG) | 51.             |
| 166             | Johannes Adamietz (GER) | DNF             |
| 167             | Maxim Van Gils (BEL)    | 2.              |

| Q36.5 Pro Cycling Team Q36 | Q36.5 Pro Cycling Team Q36 | Q36.5 Pro Cycling Team Q36 |
| -------------------------- | -------------------------- | -------------------------- |
| Nr.                        | Rytter                     | Placering                  |
| 171                        | Xabier Azparren (ESP)      | DNF                        |
| 172                        | Filippo Conca (ITA)        | DNF                        |
| 173                        | David de la Cruz (ESP)     | 20.                        |
| 174                        | Mark Donovan (GBR)         | 18.                        |
| 175                        | Alessandro Fancellu (ITA)  | 55.                        |
| 176                        | Damien Howson (AUS)        | 88.                        |
| 177                        | James Whelan (AUS)         | 94.                        |

| Team Polti Kometa PTK | Team Polti Kometa PTK  | Team Polti Kometa PTK |
| --------------------- | ---------------------- | --------------------- |
| Nr.                   | Rytter                 | Placering             |
| 181                   | Andrea Garosio (ITA)   | 63.                   |
| 182                   | Paul Double (GBR)      | 19.                   |
| 183                   | Javier Serrano (ESP)   | DNF                   |
| 184                   | Álex Martín (ESP)      | 42.                   |
| 185                   | Davide De Cassan (ITA) | DNF                   |
| 186                   | Francisco Muñoz (ESP)  | 83.                   |

| TotalEnergies TEN | TotalEnergies TEN        | TotalEnergies TEN |
| ----------------- | ------------------------ | ----------------- |
| Nr.               | Rytter                   | Placering         |
| 191               | Mathieu Burgaudeau (FRA) | DNF               |
| 192               | Steff Cras (BEL)         | 8.                |
| 193               | Fabien Doubey (FRA)      | DNF               |
| 194               | Jordan Jegat (FRA)       | 60.               |
| 195               | Alan Jousseaume (FRA)    | DNF               |
| 196               | Fabien Grellier (FRA)    | DNF               |
| 197               | Alexis Vuillermoz (FRA)  | 79.               |

| Illes Balears Arabay Cycling IBA | Illes Balears Arabay Cycling IBA | Illes Balears Arabay Cycling IBA |
| -------------------------------- | -------------------------------- | -------------------------------- |
| Nr.                              | Rytter                           | Placering                        |
| 201                              | Unai Esparza (ESP)               | 105.                             |
| 202                              | Julen Amezqueta (ESP)            | 49.                              |
| 203                              | Joan Albert Riera (ESP)          | DNF                              |
| 204                              | Asier Pablo González (ESP)       | 103.                             |
| 205                              | Alex Molenaar (NED)              | 46.                              |
| 206                              | José María García (ESP)          | DNF                              |
| 207                              | Gonzalo Ariño (ESP)              | DNF                              |

| Sabgal-Anicolor SAT | Sabgal-Anicolor SAT            | Sabgal-Anicolor SAT |
| ------------------- | ------------------------------ | ------------------- |
| Nr.                 | Rytter                         | Placering           |
| 211                 | Mathias Bregnhøj (DEN)         | 34.                 |
| 212                 | Tiago Silva (POR)              | DNF                 |
| 213                 | Julius Johansen (DEN)          | 91.                 |
| 214                 | Guillermo García Janeiro (ESP) | DNF                 |
| 215                 | Gabriel Baptista (POR)         | DNF                 |
| 216                 | Duarte Domingues (POR)         | 102.                |
| 217                 | Frederico Figueiredo (POR)     | DNF                 |